# Enkenbach-Alsenborn
Enkenbach-Alsenborn är en kommun i Landkreis Kaiserslautern i förbundslandet Rheinland-Pfalz i Tyskland. Kommunen bildades 7 juni 1969 genom en sammanslagning av kommunerna Alsenborn och Enkenbach.
Kommunen ingår i kommunalförbundet Verbandsgemeinde Enkenbach-Alsenborn tillsammans med ytterligare sju kommuner.